# Nils Rudolph
1Nils Rudolph (* 18. August 1965 in Rostock) ist ein ehemaliger deutscher Schwimmer. Er war Anfang der 1990er Jahre einer der weltweit schnellsten Sprinter über die 50-Meter-Strecke.

## Leben
Da Rudolph 1983 während eines Schwimm-Wettkampfes mit der DDR-Nachwuchsmannschaft in Italien zwei Bekleidungsstücke der DDR-Nationalmannschaft an US-Amerikaner verkaufte, musste er eine vierjährige Zwangspause vom Leistungssport hinnehmen. Er wurde der Kinder- und Jugendsportschule verwiesen, das Ablegen des Abiturs wurde ihm verwehrt. Er wurde beruflich als Facharbeiter für Schiffstechnik tätig. 1987 kehrte Rudolph zum Leistungssport zurück. Bei den Europameisterschaften 1989 in Bonn belegte er über 50 m Freistil den Bronzerang. Nach der Wende gehörte er bei den Weltmeisterschaften 1991 in Perth der ersten gemeinsamen deutschen Schwimmmannschaft an, reiste aber vorzeitig ab, ohne zum Einsatz gekommen zu sein: Rudolph zufolge lag das an einer Rückenverletzung, während ihm vom Bundestrainer unprofessionelles Verhalten vorgeworfen wurde. Ab April 1991 trainierte er am Olympiastützpunkt Hamburg. Bei den Deutschen Meisterschaften 1991 verbesserte Rudolph über 50 m Delfin seinen eigenen Weltrekord. Trotz seines vorherigen Wechsels zur SG Hamburg wurde der Erfolg nicht für den Verein gewertet, da Rudolph erst im November desselben Jahres für die SG startberechtigt war.
Seine größten sportlichen Erfolge feierte Rudolph, der zu dieser Zeit von einem Unternehmer aus Verden geldlich unterstützt wurde, bei den Europameisterschaften 1991 in Athen mit dem Gewinn der Goldmedaille über 50 m Freistil. Dabei schwamm er mit 22,33 Sekunden neuen deutschen Rekord, der bis ins Jahr 2005 Bestand hatte, als Steffen Deibler bei seinem Titelgewinn bei den Junioreneuropameisterschaften in Budapest mit 22,26 Sekunden eine neue Bestmarke erzielte. Im Finale über 100 m Freistil musste er sich lediglich Alexander Popow geschlagen geben, über 100 m Schmetterling errang er Bronze. Mit der 4 × 100-m-Freistilstaffel gewann Rudolph mit Silko Günzel, Steffen Zesner und Dirk Richter eine weitere Silbermedaille. Im gleichen Jahr holte bei den Sprinteuropameisterschaften in Gelsenkirchen gemeinsam mit Silko Günzel, Ingolf Rasch und Bengt Zikarsky mit der 4 × 50-m-Freistilstaffel den Europameistertitel, und gewann über 50 m Schmetterling und mit der 4 × 50-m-Lagenstaffel jeweils Silber.
1992 nahm er an den Olympischen Sommerspielen in Barcelona teil, und erreichte dort über 50 m Freistil den Endlauf.
Bei den Deutschen Meisterschaften ging er 1992 für die SG Hamburg an den Start. Bei nationalen Meisterschaften errang er Titel über die 50-m-Freistildistanz (1990, 1991 und 1992) und die 50 m Schmetterling (1990, 1991), und war jeweils einmal über 100 m Schmetterling (1991) und 100 m Freistil (1992) erfolgreich.
2001 gelang es Torsten Spanneberg bei den Weltmeisterschaften in Fukuoka den fast zehn Jahre alten deutschen Rekord von Nils Rudolph über 100 m Freistil (49,52 Sekunden) zu verbessern. Seine Bestmarke über 50 m Freistil auf der Kurzbahn (21,76 Sekunden) hatte vierzehn Jahre Bestand, ehe sie von Carsten Dehmlow bei der Kurzbahn-DM 2003 um 5 Hundertstel unterboten wurde.
Nils Rudolph ist heute noch sportlich aktiv und nimmt regelmäßig an den Mallorca Open Masters teil.